# Flyvende tæppe
Et flyvende tæppe er et tæppe i særlig arabiske og persiske eventyr, hvor det beskrives som et magisk transportmiddel, der kan flyve. Flyvende tæpper blev kendt i Vesten gennem Tusind og en nat. De forbindes ofte med orientalsk mystik og persiske tæpper, men forekommer også i fantasylitteratur, eventyrfilm og anden moderne populærkultur.

## I fortællinger og populærkultur
I eventyrfortællingerne Tusind og en nat forekommer tre fortællinger om Prins Husseins tæppe, et tilsyneladende almindeligt tæppe fra Tangu i Persien, der kan flyve. Også nyere, frie adaptioner af historierne fra Tusind og en nat kan indeholde flyvende tæpper.
Kong Salomon skal ifølge visse jødiske myter have haft et flyvende tæppe, der var vævet af grøn silke med gyldne tråde, og som var så stort, at kongen kunne samle sin 40.000 mand store hær på det så hurtigt, at han kunne spise morgenmad i Damaskus og frokost i Media.
Flyvende tæpper forekommer også flere steder i moderne populærkultur, særlig i bøger, film og spil. I Hodja fra Pjort af Ole Lund Kirkegaard spiller et flyvende tæppe en central rolle. I J.K. Rowlings populære børnebøger om Harry Potter er flyvende tæpper et alternativ til kosteskafter som transportmiddel. I Disneys tegnefilm Aladdin optræder et flyvende tæppe med ansigt og egen personlighed. I den oprindelige fortælling om Aladdin i Tusind og en nat forekommer imidlertid ikke flyvende tæpper, men en flyvende seng.
Referencer til flyvende tæpper findes endvidere i en lang række sange og musikalbum, ligesom Tivoli i København i en årrække havde en forlystelse ved navn "Det Flyvende Tæppe" (der dog senere blev omdøbt til "Monsunen" under en relancering af havens østlige hjørne).

## Virkelighedens flyvende tæpper
Eksperimenter med "flyvende tæpper" har vist, at det rent faktisk kan lade sig gøre at få et "tæppe" til at flyve. Med den rette styring er det muligt at få "tæppets" bevægelser til at skabe fremdrift gennem luften og flyve. I eksperimenterne har der dog ikke været tale om traditionelle tæpper, men om plastfilm.
Tilsvarende har rumforskere beregnet at et 3.000 m² stort "tæppe" ville kunne fungere som rumfartøj og opnå betydelige hastigheder gennem rummet, der vil overgå den hastighed, som traditionelle rumfartøjer bevæger sig med.